# Jean-Baptiste-Pierre Le Romain
Jean-Baptiste-Pierre Le Romain fue un ingeniero francés del siglo XVIII, fallecido en 1780. 
Mientras vivía en la Martinica, Le Romain, trazó, en 1734, el mapa topográfico de la isla para el gobierno francés, que envió en 1740. Era el ingeniero adjunto encargado de mejorar las fortificaciones de la Isla de Granada. En ese lugar fue ascendido a ingeniero jefe hacia 1748.
Le Romain contribuyó con casi 70 artículos  sobre las Antillas en los volúmenes III hasta el XVI de la Encyclopédie de Diderot et d’Alembert.
Más de la mitad de sus artículos  son cortas descripciones de productos, animales, minerales y de la geografía  de las islas. Como ejemplo, algunos de sus artículos detallan la fabricación de productos regionales como  el índigo, el azúcar y los alimentos derivados de la  mandioca.
La colaboración de este competente naturalista con la Encyclopédie permitió a Diderot y d’Alembert que la Encyclopédie dispusiese de informaciones de primera mano sobre las Antillas. No obstante, los artículos de Le Romain que describían las costumbres y las condiciones  de vida de los indígenas y los esclavos del Caribe reflejan prejuicios coloniales sobre los negros (volumen XV, pag 618).
Jean-Baptiste-Pierre Romain  falleció en julio de 1780. El inventario de sus bienes después de su fallecimiento está en los Archivos nacionales franceses (MC/ET/XXXV/850, 8 de agosto de 1780).